# Carlos Mota Pinto
Carlos Alberto da Mota Pinto (Pombal, 25 de julio de 1936-Coímbra, 7 de mayo de 1985) fue un profesor universitario y político portugués. 
Se licenció y obtuvo el grado de doctor en Ciencias Jurídicas por la Facultad de Derecho de la Universidad de Coímbra, de donde fue profesor.
Está considerado un teórico influyente: su doctrina es muy apreciada en la comunidad jurídica portuguesa, especialmente en lo referente al Derecho Civil. En este ámbito, su obra más conocida es el manual Teoria Geral do Direito Civil (Teoría general del derecho civil). Impartió clases también en la Universidad Católica Portuguesa, así como en algunas universidades extranjeras.
Tras la revolución de los claveles, colaboró en la fundación junto con Sá Carneiro, Pinto Balsemão y Joaquim Magalhães Mota, del Partido Popular Democrático (actual PSD). Fue elegido diputado (y líder del grupo parlamentario) en la Asamblea Constituyente y en la Asamblea de la República (cuyo nombre fue propuesto por él mismo cuando formaba parte de la Asamblea Constituyente) por el PSD. Tuvo problemas con Sá Carneiro en el Congreso de Aveiro en diciembre de 1975. Posteriormente se reconciliaría con él y con el Partido (el año de la muerte de Sá Carneiro (1980) ocupaba el cargo de "mandatario nacional" de la candidatura presidencial del General Soares Carneiro). Más tarde desempeñó el cargo de vicepresidente del PPD/PSD y fue candidato a Primer ministro en 1983 y de presidente del partido entre 1984 y 1985.
Fue también ministro de Comercio y Turismo en el I Gobierno Constitucional (1976-1977), Primer ministro del IV Gobierno Constitucional, entre 1978 y 1979 (nombrado por el presidente Ramalho Eanes) y además vice primer ministro y ministro de Defensa en el IX Gobierno Constitucional (el llamado Bloque Central) de 1983 a 1985. 
Falleció inesperadamente ese mismo año, días antes de la celebración del congreso en Figueira da Foz que daría la jefatura del Partido a Cavaco Silva.
| Predecesor: Alfredo Nobre da Costa | Primer ministro de Portugal 1978 - 1979 | Sucesor: Maria de Lourdes Pintasilgo |

- Datos: Q388965